# Elettrotreno multi-alimentazione
Un elettrotreno multi-alimentazione è un particolare tipo di elettrotreno i cui impianti di bordo e i motori di trazione sono alimentabili da due o più diverse sorgenti di energia elettrica, le quali possono essere tutte esterne al convoglio (linea aerea di contatto, terza rotaia, altro), tutte interne (generatori elettrici, batterie, celle a combustibile, altro), oppure di almeno un tipo ciascuno; da non confondere con gli elettrotreni esclusivamente politensione (e/o policorrente, polifrequenza), in cui la sorgente di energia elettrica per la trazione e i servizi maggiori è sempre e solo la linea aerea di contatto, da cui è possibile utilizzare due o più standard di fornitura.
Il primo treno di questo tipo entrato in servizio in Italia è stato nell'ottobre 2019 il BTR 813, convoglio appartenente alla famiglia dei FLIRT della società Stadler, in grado di ricavare l'energia elettrica necessaria sia dalla linea aerea di contatto sia da generatori diesel di bordo, chiamato pertanto bimodale ed utilizzato sulla relazione Torino-Aosta, tratta in parte elettrificata ed in parte no.

## Storia
Nei convogli a trazione diesel, l'utilizzo della trasmissione elettrica per azionare le ruote del treno (sistema diesel-elettrico), anziché meccanica o idraulica, permetteva in linea teorica di poter utilizzare all'occorrenza anche sorgenti di energia elettrica diverse, bypassando il motore diesel; questo ha portato a sviluppare treni e locomotive che, oltre al generatore basato sul motore diesel, dispongono di pantografo per utilizzare la linea elettrica aerea quando presente.
In seguito è stata poi predisposta la possibilità di utilizzare come fonte di energia anche batterie (caricabili tramite frenata rigenerativa, dagli eccessi di produzione del generatore, da pannelli solari, quando sotto alimentazione esterna, altro), celle a combustibile, eventuali nuovi sistemi di generazione o accumulo di energia elettrica, cosa utile ad ovviare comunque al generatore diesel quando opportuno, pur se in assenza di fonte di energia elettrica esterna (come ad esempio in gallerie e/o stazioni in galleria, dove le emissioni diesel sarebbero pericolose in assenza di adeguato ricambio d'aria); tali sorgenti, quando non sono attive in prima istanza per fornire energia di trazione e per tutte le altre necessità del treno, possono eventualmente fornire energia accessoria cumulabile con quella primaria fornita da altre fonti (esempio: fornire boost all'energia prodotta dai generatori diesel in fase di partenza del treno/accelerazione).
Quando una delle fonti di alimentazione è la linea aerea (o altra esterna similare), in caso di avaria in tale fornitura — dovuta a black-out locale/esteso, cedimento, gelicidio, altro — la presenza di una sorgente di energia alternativa interna può permettere inoltre una sorta di "funzione soccorritore", utile a riattivare i servizi di bordo altrimenti inutilizzabili, quali ad esempio l'impianto di climatizzazione (per il ricambio-ricircolo aria, e riscaldamento/condizionamento), bagni, prese di corrente, ecc. (luci di emergenza e gli impianti della cabina sono invece già normalmente sotto batteria tampone), ed eventualmente — in presenza di via libera o altre circostanze comunque idonee — anche il raggiungimento in autonomia della stazione più vicina/il proseguimento del viaggio completo; tali possibilità dipendono, per le funzioni attivabili e il tempo per cui possono essere mantenute, da quanta energia è ancora erogabile dalle sorgenti alternative alla linea aerea al momento della necessità di utilizzo non pianificato.
Gli elettrotreni multi-alimentazione erano già presenti sul mercato internazionale da diversi anni prima dell'introduzione in Italia, ma solo in concomitanza con l'entrata in esercizio dei BTR 813 in Valle d'Aosta vi è stata una crescita della domanda interna di mezzi del genere, con FNM/Regione Lombardia e la Regione Campania che hanno ordinato dei similari Flirt ibridi dotati di generatori diesel e batterie (ma senza pantografo), la Regione Sicilia che ha ordinato da Hitachi Rail 17+8 treni monopiano ibridi denominati Blues da Trenitalia, e la Regione Lazio che ha preso l'impegno di acquistare 3 treni bimodali per il collegamento diretto tra Roma e Rieti, mentre sia la Regione Piemonte che la Regione Toscana prevedono l'implementazione delle rispettive flotte con l'acquisto di treni passeggeri bimodali nei piani di rinnovo datati 2019.
A gennaio 2020 risultano in fase di realizzazione anche modelli trimodali (TMU, Tri-mode Multiple Units), sia tramite implementazioni in convogli già esistenti (aggiunta di generatori diesel sugli elettrotreni "British Rail Class 319", già alimentabili da linea aerea o da terza rotaia, che prenderanno così il nome di British Rail Class 769, sia tramite nuovi prodotti (es.: nuovo Stadler Flirt per Transport for Wales Rail British Rail Class 756 con generatori diesel, batterie e pantografo, e similare succitato Hitachi Blues).

La rapida evoluzione di tali elettrotreni multi-alimentazione crea tuttavia qualche confusione nelle varie sigle con cui vengono indicati (Bi-Mode, BMU, BTR, Tri-mode, Tripower, etc.), con anche designazioni conflittuali con altri nuovi acronimi dello stesso settore, ma di altro significato (vedi HMU "Hybrid Multiple Unit" vs. "Hydrogen Multiple Unit").